# نوک‌گوه‌ای چیروپ‌زن
نوک‌گوه‌ای چیروپ‌زن (نام علمی: Psophodes cristatus) نام یک گونه از سرده نوک‌شلاقی‌ها است.